# Arquidiocese de Guayaquil
A Arquidiocese de Guayaquil (Archidiœcesis Guayaquilensis) é uma circunscrição eclesiástica da Igreja Católica situada em Guayaquil, Equador. Seu atual arcebispo é Luis Gerardo Cabrera Herrera, O.F.M. Sua Sé é a Catedral de São Pedro.

## História
A diocese de Guayaquil foi erigida em 29 de janeiro de 1838 com a bula In supremo beati do Papa Gregório XVI, derivando seu território da diocese de Cuenca (hoje arquidiocese). Era originalmente uma sufragânea da arquidiocese de Lima.
Em 13 de janeiro de 1848 passou a fazer parte da província eclesiástica da arquidiocese de Quito.
Após a transferência do bispo Garaycoa para a sé metropolitana de Quito em 1851, a tentativa do governo equatoriano de se intrometer em assuntos eclesiásticos resultará em uma sede vacante de dez anos.
A crise nas relações entre o governo e a diocese continuou nos anos seguintes. Em 1865, o Presidente Gabriel García Moreno informou o bispo Aguirre que seu auxiliar Luis de Tola e Avilés não poderia deixar a cidade "porque sua conduta [...] mostra sua adesão aos implacáveis inimigos da ordem, propriedade, Religião e Governo".
Em 23 de março de 1870, cedeu uma parte de seu território em benefício da ereção da diocese de Portoviejo (hoje arquidiocese).
Em 1884, o bispo Pozo foi suspenso pela Santa Sé por razões que nunca foram esclarecidas, mas certamente políticas. Exilou-se em Lima e depois no Chile, enquanto a Dioecse de Guayaquil, já considerada uma das mais importantes do país, permaneceu administrada por um administrador apostólico.
Após 28 anos de falta de confirmações episcopais, a eleição do bispo Riera foi muito trabalhosa. Em 1915, no entanto, o governo mostrou uma atitude mais conciliatória e propôs colaborar na identificação do candidato mais adequado. No entanto, a escolha da Sé Apostólica recai sobre Andrés Machado, indesejável tanto para o arcebispo de Quito quanto para o governo. A partir de 1917, o governo equatoriano renunciou definitivamente ao direito de padroado na eleição dos bispos.
Em 15 de julho de 1948, 6 de maio de 1950 e 26 de julho de 1954, cedeu outras partes de seu território em benefício da ereção do vicariato apostólico de Los Ríos (hoje diocese de Babahoyo), da prefeitura apostólica de Galápagos (hoje vicariado apostólico) e da prelazia territorial de El Oro (hoje diocese de Machala).
Em 22 de janeiro de 1956, ela foi elevada à categoria de arquidiocese metropolitana em virtude da bula Cum in Æquatoriana Republica do Papa Pio XII.
Em 3 de janeiro de 1970, com a carta apostólica Guayaquilensis Et Diœcesium Litoris Æquateriæ, o Papa Paulo VI proclamou a Bem-Aventurada Virgem Maria da Mercês, principal padroeira da arquidiocese.
Em 4 de novembro de 2009, cedeu uma parte adicional de seu território em benefício da ereção da diocese de San Jacinto de Yaguachi (hoje diocese de San Jacinto).
Em 2 de fevereiro de 2022, cedeu uma parte adicional de seu território em benefício da ereção das Diocese de Diocese de Daule e Diocese de Santa Elena

## Prelados
|                          | Nome                                         | Período    | Notas                                     |
| Arcebispos               | Arcebispos                                   | Arcebispos | Arcebispos                                |
| ------------------------ | -------------------------------------------- | ---------- | ----------------------------------------- |
| 5º                       | Luis Gerardo Cardeal Cabrera Herrera, O.F.M. | 2015-atual |                                           |
| 4º                       | Antonio Arregui Yarza                        | 2003-2015  |                                           |
| 3º                       | Juan Ignacio Larrea Holguín †                | 1989-2003  |                                           |
| 2º                       | Bernardino Echeverría Ruiz, O.F.M. †         | 1969-1989  |                                           |
| 1º                       | César Antonio Mosquera Corral †              | 1956-1969  |                                           |
| Arcebispo-coadjutor      |                                              |            |                                           |
|                          | Juan Ignacio Larrea Holguín                  | 1988-1989  |                                           |
| Bispos-auxiliares        |                                              |            |                                           |
|                          | Gustavo Adolfo Rosales Escobar               | 2022-2025  | Nomeado Bispo de San Jacinto              |
|                          | Gerardo Miguel Nieves Loja                   | 2021-      | Atual                                     |
|                          | Antonio Crameri, SSC                         | 2019-2021  | Nomeado Vigário Apostólico de Esmeraldas  |
|                          | Giovanni Battista Piccioli                   | 2013-2022  | Nomeado Bispo de Daule                    |
|                          | Bertram Víctor Wick Enzler                   | 2013-2015  | Nomeado Bispo de Santo Domingo no Equador |
|                          | Guido Iván Minda Chalá                       | 2009-2022  | Nomeado Bispo de Santa Elena              |
|                          | Valter Dario Maggi                           | 2008-2011  | Nomeado Bispo de Ibarra                   |
|                          | Aníbal Nieto Guerra, OCD                     | 2006-2009  | Nomeado Bispo de San Jacinto              |
|                          | Marcos Aurelio Pérez Caicedo                 | 2006-2012  | Nomeado Bispo de Babahoyo                 |
|                          | Victor Manuel Maldonado Barreno, OFM         | 1990-2003  |                                           |
|                          | Olindo Natale Spagnolo Martellozzo, MCCI     | 1990-2001  |                                           |
|                          | Luis Enrique Orellana Ricaurte, SJ           | 1978-1986  | Nomeado Bispo-auxiliar de Quito           |
|                          | Hugolino Felix Cerasuolo Stacey, OFM         | 1975-1985  | Nomeado Bispo de Loja                     |
|                          | Raúl Eduardo Vela Chiriboga                  | 1972-1975  | Nomeado Bispo de Azogues                  |
|                          | Ernesto Alvarez Alvarez, SDB                 | 1967-1970  | Nomeado Arcebispo-coadjutor de Cuenca     |
|                          | Vicente Rodrigo Cisneros Durán               | 1967-1969  | Nomeado Bispo de Ambato                   |
|                          | José Gabriel Diaz Cueva                      | 1964-1967  | Nomeado Bispo-auxiliar de Cuenca          |
|                          | Silvio Luis Haro Alvear                      | 1950-1955  | Nomeado Bispo de Ibarra                   |
|                          | Luis Tola y Avilés                           | 1863-1871  | Nomeado Bispo de Portoviejo               |
| Bispos                   |                                              |            |                                           |
| 9º                       | César Antonio Mosquera Corral †              | 1954-1956  |                                           |
| 8º                       | José Felix Heredia Zurita, S.J. †            | 1937-1954  |                                           |
| 7º                       | Carlos María Javier de la Torre †            | 1926-1933  |                                           |
| 6º                       | Andrés Machado, S.J. †                       | 1916-1926  |                                           |
| 5º                       | Juan María Riera, O.P. †                     | 1912-1915  |                                           |
| 4º                       | Roberto María Pozo y Martín, S.J. †          | 1884-1911  |                                           |
| 3º                       | José María Lizarzaburo y Borja, S.J. †       | 1869-1877  |                                           |
| 2º                       | José Tomás Aguirre y Anzoategui †            | 1861-1868  |                                           |
| 1º                       | Francisco Xavier de Garaycoa †               | 1838-1851  | Nomeado Arcebispo de Quito                |
| Administrador Apostólico |                                              |            |                                           |
|                          | Isidoro Barriga                              | 1890-1894  |                                           |